# Dora Horn-Zippelius
Dora Horn-Zippelius, geb. Dora Horn (* 28. August 1876  in Karlsruhe; † 17. Februar 1967 ebenda) war eine deutsche Malerin. Im Jahr 1912 gründete sie in Karlsruhe gemeinsam mit der Bildhauerin Eugenie Kaufmann den Bund Badischer Künstlerinnen.

## Leben und Wirken
Dora Horn war das einzige Kind des Karlsruher Rechtsanwalts Dr. Arnold Horn und seiner Ehefrau Emma, geborene Sexauer. Nach mehreren Jahren des Privatunterrichts besuchte sie ab 1890 die Karlsruher Viktoria-Schule. Von 1889 bis 1892 erhielt sie privaten Zeichenunterricht von der Malerin Marie Hesse-Koch. 1892 zog die Familie nach Freiburg i. Br., wo Dora die Höhere Mädchenschule besuchte und das Lehrerinnenexamen ablegte. Von 1895 bis 1896 unternahm sie mit ihren Eltern eine große Italienreise. Nach dieser Reise zog die Familie wieder nach Karlsruhe zurück, wo Dora Horn 1897 ihre Ausbildung an der Malerinnenschule Karlsruhe, der heutigen Staatlichen Akademie der Bildenden Künste Karlsruhe, bei Otto Kemmer und Caspar Ritter begann. An der Damenakademie des Münchner Künstlerinnenvereins setzte sie ihr Studium in München bei Angelo Jank fort. In den Jahren 1904 und 1905 beteiligte sich Dora Horn an mehreren großen Kunstausstellungen und war in den Folgejahren auch als Schauspielerin an verschiedenen Bühnen tätig, vornehmlich in Hagen.
Dora Horn heiratete 1909 den Architekten Johann Adam (Hans) Zippelius (1873–1956). Aus der Ehe gingen zwei Kinder hervor; der jüngere ihrer beiden Söhne war der Volkskundler Adelhart Zippelius.
Im Jahr 1912 gründete Dora Horn-Zippelius in Karlsruhe gemeinsam mit der Bildhauerin Eugenie Kaufmann (1867–1924) den Bund Badischer Künstlerinnen (BBK) und war dessen Vorsitzende und Delegierte bis zu seiner Auflösung im Jahr 1935. Als Mitglied des Karlsruher Künstlerbundes nahm Dora Horn-Zippelius im Sommer 1916 an einer Kunstausstellung in Hamburg teil. 1921 stellte sie ihre Werke auf der Deutschen Kunstausstellung in Baden-Baden aus. Zwischen 1923 und 1933 war sie Delegierte im Reichswirtschaftsverband Bildender Künstler Südwest. Horn-Zippelius hatte daneben den Vorsitz der Gemeinschaft deutscher und österreichischer Künstlerinnenvereine (Gedok) in Karlsruhe inne. 1931 wurde sie Mitglied im Deutschen Frauenorden, einem Vorläufer der NS-Frauenschaft, für den sie als Rednerin tätig war. Im November 1933 fand im Badischen Kunstverein eine Sonderausstellung des Bundes Badischer Künstlerinnen statt.
Zum 1. Januar 1933 trat sie der NSDAP bei (Mitgliedsnummer 1.433.028), von 1934 bis 1936 war sie kommissarische Kreisfrauenschaftsleiterin in Ettlingen und NS-Propagandaleiterin und Gauschulungsleiterin der NS-Frauenschaft in Baden. 1936 trat sie von ihren Posten zurück, weil sie gegen die Gleichschaltung der Künstlervereinigungen opponierte. Horn-Zippelius zog sich daraufhin ins Privatleben zurück.
Als Person der badischen Geschichte ist sie in der Neuen Folge der biografischen Veröffentlichungsreihe Badische Biographien verzeichnet, die im Auftrag der Kommission für geschichtliche Landeskunde in Baden-Württemberg herausgegeben wurde.

## Ausstellungen (Auswahl)
- 1916 Kunstausstellung Hamburg
- 1921 Deutsche Kunstausstellung Baden-Baden
- 1923 Große Deutsche Kunstausstellung, Karlsruhe[7]
- 1933 Sonderausstellung  Bund Badischer Künstlerinnen, Badischer Kunstverein, Karlsruhe
- 1957 Ausstellung „Rumänische Volkskunst und Dora Horn-Zippelius“, Badischer Kunstverein, Karlsruhe[8]
- 1966 Ausstellung von 8 Karlsruher Künstlern: Brutzer, Graef, Winkler, Goettl, Horn-Zippelius, Oertel,  Roßwaag  und Zabotin, Badischer Kunstverein, Karlsruhe
- 2011 Werke von Dora Horn-Zippelius in der Ausstellung SammlungsSchau – Geschenkt!, Städtische Galerie, Karlsruhe

## Werke (Auswahl)
- Selbstbildnis (1903)
- Segelboote  (1907)
- Mohnblumenfeld (1910)
- Interieur einer Kirche in Genua

## Werke in öffentlichen Sammlungen
- Städtische Galerie Karlsruhe in Karlsruhe

## Texte
- Was wir von unseren deutschen Mädchen erwarten, Aufsatz in: Thomas Westerich (Hrsg.): Das Jugendgeleitbuch – Gedenke, daß du ein Deutscher bist, Dieterich’sche Verlagsbuchhandlung Theodor Weicher, Leipzig 1914